# 八條 (八潮市)
八條（はちじょう）は、埼玉県八潮市にある大字。郵便番号は340-0801。

## 地理
埼玉県の東部地域で、八潮市北部の沖積平野に位置する。大字鶴ケ曽根の飛び地が綾瀬川放水路の八潮水門周辺に存在する。東京外環自動車道が中央を横断している。中川（古利根川）を境に三郷市と隣接している。中川に架かる橋の表記は八條ではなく八条橋となっている。東部には南北に八条用水が流れている。地区の多くが市街化調整区域に指定されているが、八潮団地周辺（八潮団地通りの西側）は市街化区域に指定されている区域もある。八條北小学校西側は田畑が広がっていたが、外環八潮パーキングエリアの建設が予定されており、造成工事が行われている。

### 地価
住宅地の地価は2020年（令和2年）1月1日の公示地価によれば大字八條字幸ノ宮2497-1の地点で9万800円/m2となっている。

## 歴史
もとは江戸期より存在した武蔵国埼玉郡八条領に属する八条村で、古くは鎌倉期より見出せる埼玉郡もしくは葛飾郡のうちの八条郷であった。八条村は八條村とも記された。

### 沿革
はじめは幕府領で以降変遷なし。なお、検地は1627年（寛永4年）および1695年（元禄8年）に実施。持添新田があり、その検地は1731年（享保16年）に実施。
- 幕末の時点では埼玉郡に属し、明治初年の『旧高旧領取調帳』の記載によると、代官佐々井半十郎支配所が管轄する幕府領であった[8]。
- 1868年（慶応4年）6月19日 - 幕府領が武蔵知県事・山田政則（忍藩士）の管轄となる。
- 1869年（明治2年）1月13日 - 武蔵知県事・河瀬秀治の管轄区域に小菅県を設置、同県の管轄となる。県庁は葛飾郡小菅村に置かれる。
- 1871年（明治4年）11月14日 - 太政官布告第594号により小菅県を廃止。埼玉県の管轄となる。
- 1872年（明治5年） - 大区小区制施行により第1区に属す。
- 1879年（明治12年）3月17日 - 郡区町村編制法により成立した南埼玉郡に属す。郡役所は岩槻町に設置。
- 1884年（明治17年）7月 - 連合戸長役場制度により成立した松之木村連合に属す。連合戸長役場は松之木村に置かれる。
- 1889年（明治22年）4月1日 - 町村制施行に伴ない、南埼玉郡鶴ヶ曽根村、松之木村、伊草村、小作田村、立野堀村と合併し南埼玉郡八條村が成立、旧八条村は八條村の大字八條となる。（合併と同時に八条の表記が八條に改められる）
- 1956年（昭和31年）9月28日 - 八幡村、潮止村と合併し、南埼玉郡八潮村の大字となる。

なお同日八條村のうち大字立野堀は北足立郡草加町（現:草加市稲荷）に編入された。
- 1964年（昭和39年）10月1日 - 町制施行により、南埼玉郡八潮町の大字となる。
- 1967年（昭和42年）6月1日  - 八條の一部（字堤外4070他）を草加市に編入する[9]。
- 1968年（昭和43年）9月1日 - 八條の一部（字堤外4071の1他）が大字新町の一部となる。
- 1971年（昭和46年）3月16日 - 地内にある八條殿社古墳が八潮市指定記念物（史跡）に指定される[10]。
- 1972年（昭和47年）1月15日 - 市制施行により、八潮市の大字となる。
- 1975年（昭和50年）4月 - 地内に八潮市立第七小学校（現、八潮市立八條北小学校）が開校する。
- 1977年（昭和52年）4月 - 地内の555番地に八潮市立八條中学校が開校する。
- 1985年（昭和60年）1月24日 - 地内に国道298号および潮郷橋（現在の一般部の外回線）が建設され、開通する。
- 1992年（平成4年）11月27日 - 地内に東京外環自動車道が建設され、開通する。
- 2004年（平成16年）10月2日 - 地内に東埼玉道路が建設され、開通する。

## 世帯数と人口
2020年（令和2年）4月1日現在の世帯数と人口は以下の通りである。
| 大字     | 世帯数    | 人口    |
| -------- | --------- | ------- |
| 大字八條 | 1,555世帯 | 3,545人 |

## 小・中学校の学区
市立小・中学校に通う場合、学区は以下の通りとなる。
| 大字     | 番地                            | 小学校               | 中学校             |
| -------- | ------------------------------- | -------------------- | ------------------ |
| 大字八條 | 1〜2290、3494〜4102、4109〜4112 | 八潮市立八條北小学校 |                    |
| 大字八條 | 1〜2982、3384〜4102、4108〜4112 |                      | 八潮市立八條中学校 |
| 大字八條 | 2291〜3493、4103〜4108          | 八潮市立八條小学校   |                    |
| 大字八條 | 2983〜3383、4103〜4107          |                      | 八潮市立八潮中学校 |

## 交通

### 鉄道
地区内に鉄道路線は敷設されていない。最寄り駅は東武伊勢崎線（東武スカイツリーライン）の草加駅であるが、字幸ノ宮2497-1の地点よりおよそ3.7 km離れている。また、地区の北部は東日本旅客鉄道（JR東日本）武蔵野線の越谷レイクタウン駅が近く、埼玉県道29号から北側の区域で約2.3 km〜3.4 km程度離れている。なお、市内に所在する首都圏新都市鉄道つくばエクスプレスの八潮駅からは2.0 km〜5.5 km程度離れている。

### 道路
地内に埼玉県道327号草加八潮三郷線の延伸計画がある。中川に架橋を行い、三郷市彦野付近で東京都道・埼玉県道67号葛飾吉川松伏線バイパスに合流する計画である。
- 東京外環自動車道
  - 八潮ジャンクション（建設中）
  - 外環八潮パーキングエリア（建設中）
  - 潮郷橋
- 国道298号
  - 潮郷橋
- 東埼玉道路
- 埼玉県道29号草加流山線
  - 八条橋
- 埼玉県道102号平方東京線
- 八條八幡通り
- 八條団地通り

## 寺社・史跡
- 浄土宗大経寺
- 真言宗豊山派清勝院
- 清勝院阿弥陀堂
- 八條八幡神社
- 八條殿社古墳 - 八條八幡神社管理地にある八潮市域で唯一の古墳[10]

## 施設
- 東埼玉資源環境組合第二工場し尿処理施設
- 八潮市立コミュニティセンター
- 八潮団地
- 和田井家住宅
- 八潮市立八條中学校
- 八潮市立八條北小学校
- 八潮市立八条保育所
- みひかり幼稚園
- 八潮市リサイクルプラザ
- 八潮八條郵便局
- 広瀬病院
- 八潮市立八條公民館（りらーと八條）
  - 八潮市立八條図書館
- 八條幸之宮運動広場
- 八条親水公園